# Slaget ved Iuka
Slaget ved Iuka var et slag i den amerikanske borgerkrig, som blev udkæmpet den 19. september 1862 i Iuka i staten Mississippi. I det første slag under Iuka-Corinth kampagnen stoppede unionshæren under generalmajor William S. Rosecrans sydstatshæren under generalmajor Sterling Price i dens fremmarch.

## Baggrund
Da sydstatsgeneralen Braxton Bragg marchede nord på fra Tennessee ind i Kentucky i september 1862, forfulgte Unionens generalmajor Don Carlos Buell ham fra Nashville med sin Army of the Ohio. Sydstatshæren skulle undgå, at Buell blev forstærket af generalmajor Ulysses S. Grants Army of the Tennessee. Siden belejringen af Corinth den sommer havde Grants hær været beskæftiget med at beskytte forsyningslinier i det vestlige Tennessee og nordlige Mississippi.
Den 13. september flyttede generalmajor Sterling Price sin Army of the West fra Tupelo til Iuka i det nordøstlige Mississippi, ca 30 km øst for Corinth. Det var et lille forsyningsdepot for unionshæren, den østligste forpost, som Grant havde etableret på Memphis and Charleston Railroad. Prices kavaleri udvekslede skud med vagtposter fra den lille garnison på stedet. Den 14. september før daggry satte unionshærens kommandant, oberst Robert C. Murphy, ild til forsyningerne i depotet og marcherede med sine 2.000 mand store brigade tilbage til Corinth. Soldaterne fra sydstatshæren skyndte sig ind i depotet, slukkede ilden og fik fat i mange værdifulde forsyninger. Grant lod Murphy arrestere og bringe for en krigsret.
Sterling Prices hær tog ophold i Iuka og afventede ankomsten af generalmajor Earl Van Dorn's Army of West Tennessee, ca. 7.000 mand. De to generaler regnede med at forene deres styrker og angribe Grants kommunikationslinier i det vestlige Tennessee, hvilket ville forhindre, at Buell kunne få forstærkninger, hvis Grant reagerede som de forventede, eller kunne tillade dem at følge efter Bragg og støtte hans invasion af Norden, hvis Grant var mere passiv.
Grant ventede ikke på at blive angrebet. I stedet godkendte han en plan om at nærme sig Price med to kolonner før Van Dorn, der var 4 dages march borte mod sydvest, kunne nå at forstærke ham. Grant sendte generalmajor Edward Ord med tre divisioner fra Army of the Tennessee (ca. 8.000 mænd) langs Memphis and Charleston Railroad til Burnsville og der følge vejene nord for jernbanen og nærme sig Iuka fra nordvest. Han beordrede også Army of the Mississippi under kommando af generalmajor William S. Rosecrans på en koordineret march langs Mobile and Ohio Railroad, hvilket ville få to divisioner på 9.000 mand til at svinge ind i Iuka fra sydvest og dermed lukke flugtvejen for Prices hær, mens resten af hæren beskyttede Corinth mod en eventuel trussel fra Van Dorn. (Efter at generalmajor Henry W. Halleck var rejst øst på, fungerede Grant som øverstkommanderende over hærene i West Tennessee, hvilket gav ham operationel kontrol over Rosecrans` hær, som opererede indenfor dette områdes grænser. Den relativt indviklede plan om et dobbeltangreb var udtænkt af Rosecrans, som tidligere havde været stationeret i Iuka og var kendt med området. Grant fulgte med Ords hovedkvarter og havde ikke megen taktisk kontrol over Rosecrans under slaget).

## De involverede styrker
Prices sydstatshær i Iuka var på 3.179 mænd, som var organiseret således:
- Brigadegeneral Lewis Henry Littles division inkl. brigaderne under obersterne Elijah Gates og John D. Martin, og brigadegeneralerne Louis Hébert og Martin E. Green).
- Brigadegeneral Frank C. Armstrongs kavaleribrigade.

Rosecrans' unionshær var på ca. 4.500 mænd, som var organiseret således:
- Brigadegeneral David S. Stanleys division inkl. brigaderne under obersterne John W. Fuller og Joseph A. Mower.
- Brigadegeneral Charles S. Hamiltons division inkl. brigaderne under oberst John B. Sanborn og brigadegeneral Jeremiah C. Sullivan.
- Oberst John K. Mizners kavaleridivision.

Edward Ords to divisioner deltog ikke hovedkampen ved Iuka.

## Slaget
Ord ankom til Iuka om aftenen den 18. september, og der blev udvekslet skud mellem hans patruljer og sydstatshærens vagtposter ca. 10 km fra Iuka, inden det blev mørkt.
Rosecrans var forsinket, fordi han havde længere at marchere, og vejene var mudrede. Derudover tog en af hans divisioner en forkert vej og måtte marchere tilbage til den rigtige vej. Ord krævede, at Sydstatshæren skulle overgive sig, men det nægtede Price. Price fik depecher fra Van Dorn, som foreslog, at de to hære skulle mødes i Rienzi og angribe unionsstyrker i dette område. Price beordrede sine mænd til at forberede sig på at afmarchere den næste dag. Rosecrans' hær marcherede tidligt den 19. september, men i stedet for at bruge to veje, som de havde fået besked på, fulgte hele styrken Jacinto (Bay Springs) vejen. Efter at have overvejet hvor lang tid Rosecrans skulle bruge for at nå Iuka, vurderede Grant, at han nok ikke ville nå frem den 19. september, så han beordrede Ord til at vente på lyden af kamp mellem Rosecrans og Price, før han selv angreb.
Rosecrans var indenfor 3 km fra byen den 19. september og pressede sydstatshærens forposter tilbage, da hans forreste enhed, Sanborns brigade, pludselig blev ramt af Littles sydstatsdivision kl. 16.30 på Mill Road. Hamilton opstillede sine styrker bedst muligt, hans artilleri blev placeret på det eneste mulige sted. Oberst Mizner med en bataljon fra det 3rd Michigan Cavalry blev sendt ud på højre fløj, og 10th Iowa Infantry og en del af 11th Ohio Artillery udgjorde venstre fløj.
Héberts brigade (fem infanteriregimenter understøttet af kavaleri) rykkede frem mod Ohio-batteriet omkring kl. 17.15, og selv om det blev mødt af en salve fra hele Unionens linje på 90 meters afstand, lykkedes det den to gange at nå frem til batteriet, før den blev slået tilbage.
Tredje gang fordrev sydstatssoldaterne artilleristerne og tvang 48th Indiana til at falde tilbage til 4th Minnesota. (11th Ohio mistede 46 af deres 54 artillerister og 3 af deres 4 officerer). Selv om sydstatshæren havde erobret alle batteriets 6 kanoner, kunne de ikke få fordel af dem, da alle hestene var blevet dræbt under kampen.) På dette tidspunkt blev Stanleys division bragt ind i kampen. Det 11th Missouri blev placeret bagved og tilhøjre for det 5th Iowa, og her afviste det et sidste desperat angreb fra to Mississippi-brigader. Kampene, som Price senere fastslog, at han aldrig havde set overgået, fortsatte til efter solnedgang. En frisk vind fra nord blæste fra Ords stilling i retning af Iuka og resulterede i en akustisk skygge, der forhindrede lyden af kanonerne i at nå ham, og han og Grant vidste intet om kampen, før den var overstået. Ords tropper stod ubeskæftigede, mens kampen rasede nogle få kilometer borte.
Gennem natten placerede både Rosecrans og Ord deres styrker i forventning om en genoptagelse af kampene ved daggry, men sydstatsstyrkerne var blevet trukket tilbage. Stanley fulgte efter, beskød byen med kanoner og drev nogle strejfere ud. Han fortsatte et stykke vej videre, men
på grund af soldaternes træthed blev afstanden til fjenden stadig større, og han opgav forfølgelsen.

## Efterspil
Unionens tab var 144 dræbte, 598 sårede og 40 fangne eller savnede. Sydstatshæren mistede 263 døde, 692 sårede, 561 fangne eller savnede. General Little fra sydstatshæren var den, der havde den højeste rang blandt de dræbte. Han blev ramt i øjet af en kugle, mens han ledsagede general Price. Blandt det materiel, som sydstatshæren efterlod, var der 1.629 sabler, et stort lager af militærudstyr og rationer foruden 13.000 stykker ammunition.
Efter kampen den 19. september besluttede Price at genoptage kampen den næste dag, men hans underordnede overtalte ham til i stedet at marchere hen og forene sig med Van Dorn. Prices hær trak sig tilbage via den uopdagede Fulton Road med en stor styrke som bagtrop. Rosecrans' hær besatte Iuka og igangsatte en forgæves forfølgelse en 20. september. Grant fulgtes med kolonnen et stykke vej, men han vendte snart tilbage til sit hovedkvarter, og Rosecrans benyttede lejlgheden til at stoppe forfølgelsen, hvilket Grant ikke syntes om. Price og Van Dorn mødtes til det andet slag om Corinth i oktober.

## Yderligere læsning
- Ballard, Michael B., Civil War Mississippi: A Guide, University Press of Mississippi, 2000, ISBN 1-57806-196-2.
- Carter, Arthur B., The Tarnished Cavalier: Major General Earl Van Dorn, C.S.A., University of Tennessee Press, 1999, ISBN 1-57233-047-3.
- Castel, Albert, General Sterling Price and the Civil War in the West, Louisiana State University Press, 1993, ISBN 0-8071-1854-0.
- Cozzens, Peter, The Darkest Days of the War: The Battles of Iuka and Corinth, The University of North Carolina Press, 1997, ISBN 0-8078-2320-1.
- Dossman, Steven Nathaniel, Campaign for Corinth: Blood in Mississippi, McWhiney Foundation Press, 2006, ISBN 1-893114-51-1.
- Kitchens, Ben Earl Rosecrans Meets Price: The Battle of Iuka, Mississippi, Thornwood Book, 1987, ISBN 0-943054-42-7.

## Eksterne links
- Army of the Cumberland hjemmeside slag beskrivelser og rapporter